# Фатикчхари
Фатикчхари (бенг. ফটিকছড়ি, англ. Fatikchhari) — город на юго-востоке Бангладеш, административный центр одноимённого подокруга. Площадь города равна 22,03 км². По данным переписи 2001 года, в городе проживало 33 184 человека, из которых мужчины составляли 49,71 %, женщины — соответственно 50,29 %. Плотность населения равнялась 1506 чел. на 1 км². Уровень грамотности населения составлял 39,2 % (при среднем по Бангладеш показателе 43,1 %). 